# 캐시 나지미
캐시 나지미(Kathy Najimy, 1957년 2월 6일 ~ )는 미국의 배우이다.

## 출연 작품
- 시스터 액트 1/2
- 호커스 포커스